# Великобурлуцкая степь
Великобурлуцкая степь (укр. Великобурлуцький степ) — региональный ландшафтный парк площадью 2 042,6 га, образованный в 2000 году на территории Великобурлукского района Харьковской области Украины.
Ландшафтный парк «Великобурлуцкая степь» создан с целью сохранения лесостепных ландшафтов и типов местностей Восточноевропейской провинции, охраны и рационального использования природных ресурсов Великобурлуцкого района, восстановления биологического разнообразия, проведения научных исследований и обеспечения условий для организованного отдыха населения.

## География

### Расположение
Региональный ландшафтный парк «Великобурлуцкая степь» в Великобурлукском района Харьковской области Украины возле сёл Катериновка, Андреевка, Горяное, Плоское, Червоная Хвыля и Шиповатое.
Географические координаты: 50°00′43″ с. ш. 37°25′41″ в. д.

### Описание ландшафтов
Ландшафтный парк «Великобурлуцкая степь» образован на границе степной и лесостепной зоны и представлен лесостепными ландшафтами.
С зоогеографической точки зрения относится к району Восточно-Европейского лиственного леса и Лесостепи Восточно-Европейского округа Бореальной Европейско-Сибирской подобласти.

### Ответственные за охрану
За охрану «Великобурлуцкой степи» отвечают следующие организации Шиповатский сельский Совет — 77,0 га, Великобурлуцкий поссовет — 81,1 га, ЧСП «Маяк» — 137,9 га, СПК «Екатериновка» — 590,5 га, ЧСП «Нива» — 160,0 га, ОХ «Красная волна» — 192,9 га, ЧСП «Малиновка» — 403,8 га, Купянский гослесхоз — 399,4 га.

## История
Региональный ландшафтный парк «Великобурлуцкая степь» был создан по решению Харьковского областного совета 27 июня 2000 года.

## Биосфера

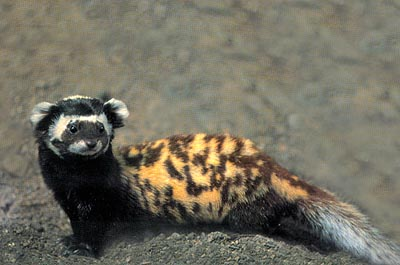
Перевязка

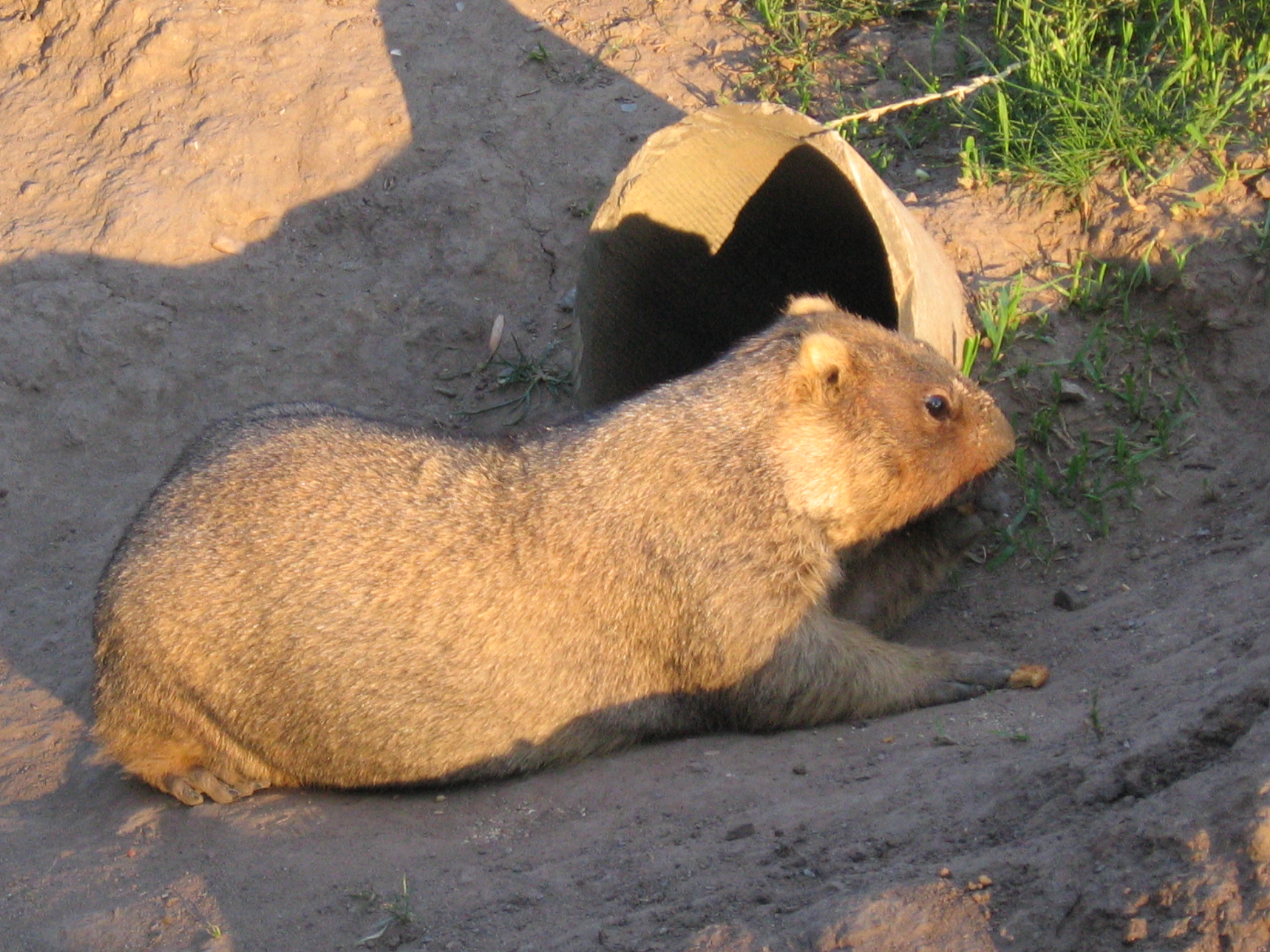
Взрослый байбак

### Растительный мир
В «Великобурлуцкой степи» обнаружено 20 видов редких растений (15 — из Красной книги Украины, 6 — охраняются в области).

### Животный мир
Флору природного парка состоит из степного, лугового, древесно-кустарниковой и болотного комплексов.
Из позвоночных животных тут обитает несколько видов, занесённых в Европейскую красную книгу: обыкновенный слепыш, речная выдра, перевязка, коростель, орлан-белохвост, стрепет; 12 — занесены в Красную книгу Украины: большой тушканчик, степная мышовка, степной хорёк, перевязка, речная выдра, горностай, барсук, огарь, серый журавль, стрепет, полевой лунь, степной лунь, пустельга степная, орлан-белохвост, серый сорокопут, степная гадюка; 10 — в Красную книгу Харьковской области: байбак, бык, малая выпь, белобрюхий аист, серая куропатка, лунь луговой, коршун чёрный, степная пустельга, обыкновенный зимородок, черепаха болотная.

## Национальный парк
В июле 2013 года появились сообщения о планах создание на базе регионального парка «Великобурлукская степь» нового национального парка.
В новый парк планируется включить территории Волчанского и Великобурлукского, а также, возможно, Чугуевского района.
Таким образом в территорию парка попадут меловые склоны на реке Волчьей.